# Aaron Jeffery
Aaron C. Jeffery (ur. 25 sierpnia 1970 w Auckland) – australijski aktor pochodzenia nowozelandzkiego.

## Życiorys

### Wczesne lata
Urodził się w Howick, na przedmieściach Auckland w Nowej Zelandii. W wieku 17 lat wyprowadził się do Australii. W 1993 ukończył National Institute of Dramatic Art (NIDA) w Kensington.

### Kariera
Pierwszym profesjonalnym występem Aarona był program dla dzieci dla telewizji ABS Wyspa przygód (Ship to Shore). Zagrał potem w serialach, m.in. Szczury wodne (Water Rats, 1996–1998) oraz w takich produkcjach jak Dziwna planeta (Strange Planet, 1999) u boku Naomi Watts.
Na około dwa lata zrezygnował ze swojej aktorskiej kariery, twierdząc, iż wypalił się w tym zawodzie. Zaczął studiować technologię. Jednak w 2001 roku dołączył do obsady serialu Córki McLeoda (McLeod's Daughters, 2001–2008), gdzie odtwarzał rolę Alexa Ryana. Postać ta przyniosła mu prawdziwą popularność, a zarówno w 2004, jak i w 2007 Jeffery otrzymał Silver Logie dla najbardziej wziętego aktora w serialu.

## Życie prywatne
W 2003 poślubił Melindę Medich. W sierpniu 2003 urodziła się córka Elle-Blue. W 2005 para wzięła rozwód. Spotykał się z Danielle Cormack, Petą Wilson (2007-2008) i Vanessą Gray (2008). W 2010 związał się z Zoe Naylor (ur. 1977), aktorką, którą poznał na planie serialu Córki McLeoda. Dwa lata później urodziła się córka Sophia Jade Jeffrey (ur. 2012).

## Filmografia

### Filmy
- 1995: Blue Murder (TV) jako Bobby Williams
- 1997: Square One jako Jeremy Hostick
- 1998: Przesłuchanie (The Interview) jako Det. Sierż. Const. Wayne Prior
- 1999: Dziwna planeta (Strange Planet) jako Joel
- 2009: Złudne piękno (Beautiful) jako Alan Hobson
- 2009: X-Men Geneza: Wolverine (X-Men Origins: Wolverine) jako Thomas Logan
- 2011: Underbelly Files: The Man Who Got Away jako Det. Inspektor Geoff Leyland / Narrator
- 2012: Cancerman: The Milan Brych Affair (film dokumentalny TV) jako dr John Scott
- 2014: Locks of Love jako Terry Knox
- 2015: Turbo Kid jako Frederic
- 2017: Rip Tide jako Owen

### Seriale TV
- 1993: Wyspa przygód (Ship to Shore) jako Nick
- 1994: The Damnation of Harvey McHugh jako Brandon
- 1995: Ogień (Fire) jako strażak Richard 'Banjo' Gates
- 1996-98: Szczury wodne (Water Rats) jako Senior Constable Terry Watson
- 1998: Wildside jako Walter Chowdrey
- 2000: Tropem zbrodni (Murder Call) jako Rory Simmons
- 2001-2008: Córki McLeoda (McLeod's Daughters) jako Alex Ryan
- 2007: Do diabła z kryminałem (Outrageous Fortune) jako Gary
- 2008: The Strip: Śledczy z Gold Coast (The Strip) jako Jack Cross
- 2011: East West 101 jako łowca
- 2011: Wild Boys jako kapitan. Moonlite / kaznodzieja Scott
- 2012: Porachunki (Underbelly) jako Frank O’Rourke
- 2012: Zagadki kryminalne panny Fisher (Miss Fisher’s Murder Mysteries) jako Samson
- 2012: Sąsiedzi (Neighbours) jako Bradley Fox
- 2013-2015: Wentworth: Więzienie dla kobiet (Wentworth) jako Matthew Fletcher
- 2014: Old School: Niezaliczona (Old School) jako Rick